# Zamarada exquisita
Zamarada exquisita är en fjärilsart som beskrevs av W. Warren 1909. Zamarada exquisita ingår i släktet Zamarada och familjen mätare. Inga underarter finns listade i Catalogue of Life.